# Hieronim Ławniczak
Hieronim Ławniczak (ur. 6 października 1920 w Krotoszynie, zm. 22 kwietnia 1987) – regionalista polski, pedagog, współtwórca i kustosz Muzeum Regionalnego PTTK w Krotoszynie.

## Życiorys
Był synem Stanisława (reemigranta z Westfalii) i Antoniny z Dudziaków. Uczęszczał do Gimnazjum im. Hugona Kołłątaja w Krotoszynie, po wojnie kontynuował naukę w Państwowym Pedagogium w Poznaniu (ukończył w 1947) oraz w Wyższej Szkole Pedagogicznej w Opolu (ukończył w 1954). Pracował jako nauczyciel języka polskiego i łaciny, kolejno w krotoszyńskim Liceum Pedagogicznym (1947–1949) oraz w Liceum Ogólnokształcącym im. Kołłątaja w Krotoszynie (1950–1981).
Działał na rzecz kultury regionalnej. Był założycielem Zespołu Pieśni i Tańca Ziemi Krotoszyńskiej, który prowadził w latach 1952–1965 wspólnie z Józefem Mizerą. W krotoszyńskim liceum prowadził Szkolne Koło Krajoznawczo-Turystyczne, wspólnie z uczniami redagował wydawnictwa regionalne „Crotosiniana”, „Kartki Krotoszyńskie”, „Ziemia Krotoszyńska”, „Kronika Krotoszyńska” (cykl ikonograficzny) oraz organizował spotkania pod nazwą „Czwartki Krotoszyńskie”. Od 1959 działał w Polskim Towarzystwie Turystyczno-Krajoznawczym, od 1969 kierował Muzeum Regionalnym PTTK w Krotoszynie, przyczyniając się do zgromadzenia bogatych zbiorów poświęconych historii regionu i kulturze ludowej. W 1989 uchwałą Zarządu Okręgowego PTTK w Krotoszynie (potwierdzoną rok później przez Zarząd Główny towarzystwa) Muzeum otrzymało jego imię.
Od młodości był zaangażowany w ruchu harcerskim. W czasie nauki gimnazjalnej podharcmistrz, podczas okupacji był drużynowym Szarych Szeregów (brał również udział w tajnym nauczaniu). W 1949 był więziony za działalność w konspiracyjnej organizacji harcerskiej. W 1958 otrzymał stopień harcmistrza. Brał udział w organizacji akcji harcerstwa wielkopolskiego „Harcerska Fala” z okazji 1000-lecia Państwa Polskiego. W latach 80. działał w „Solidarności”, kierował organizacją związkową w liceum.
Został pochowany w Krotoszynie.